# Walliyabhé Fouta
Albums de Binta Laly Sow
Bhoylou Bhoylou
(2000)
Walliyabhé Fouta est le tout premier album de l’artiste guinéenne Binta Laly Sow. Il est sorti en 1996, enregistré en Guinée,.

## Liste des titres
| 1. | Walyabhe Fouta | Binta Laly Sow |       | 4:30 |
| 2. | Cherie         | Binta Laly Sow |       | 4:03 |
| 3. | Diawara Diallo | Binta Laly Sow |       |      |
| 4. | Guidho Yondo   | Binta Laly Sow |       | 5:36 |
| 5. | Forebaly       | Binta Laly Sow |       | 4:46 |
| 6. | Djiby Gaoual   | Binta Laly Sow |       |      |
| 7. | Waynade        | Binta Laly Sow |       |      |
| 8. | Yari Sane      | Binta Laly Sow | [ 3 ] |      |